# Municipio de Johnson (condado de Plymouth)
El municipio de Johnson (en inglés: Johnson Township) es un municipio ubicado en el condado de Plymouth en el estado estadounidense de Iowa. En el año 2010 tenía una población de 244 habitantes y una densidad poblacional de 2,63 personas por km².

## Geografía
El municipio de Johnson se encuentra ubicado en las coordenadas 42°46′18″N 96°22′49″O / 42.77167, -96.38028. Según la Oficina del Censo de los Estados Unidos, el municipio tiene una superficie total de 92.62 km², de la cual 92,6 km² corresponden a tierra firme y (0,02 %) 0,02 km² es agua.

## Demografía
Según el censo de 2010, había 244 personas residiendo en el municipio de Johnson. La densidad de población era de 2,63 hab./km². De los 244 habitantes, el municipio de Johnson estaba compuesto por el 96,72 % blancos, el 0,82 % eran asiáticos, el 2,05 % eran de otras razas y el 0,41 % eran de una mezcla de razas. Del total de la población el 2,46 % eran hispanos o latinos de cualquier raza.